# Chocieszów
Chocieszów est une localité polonaise de la gmina de Szczytna, située dans le powiat de Kłodzko en voïvodie de Basse-Silésie.

## Histoire
Après la réorganisation de la Prusse, Wünschelburg fait partie à partir de 1815 de la province de Silésie, qui est divisée en arrondissements. De 1816 à 1945, la ville est rattachée à l'arrondissement de Glatz.